# Kernkraftwerk Hamaoka
Das Kernkraftwerk Hamaoka (jap. 浜岡原子力発電所, Hamaoka genshiryoku hatsudensho) ist auf dem Gebiet der ehemaligen Gemeinde Hamaoka (am 1. April 2004 in Omaezaki eingemeindet) in der japanischen Präfektur Shizuoka gelegen. Das Kraftwerksgelände umfasst etwa 1,6 km² und ist etwa 173 Kilometer von Tokio entfernt. Der Eigentümer ist Chūbu Denryoku. Der Bau des Kraftwerks wurde erheblich kritisiert, da es sich direkt bei einer Subduktionszone befindet, weshalb Erdbeben in der Gegend häufig vorkommen.
Bei den verwendeten Reaktoren handelt es sich um meerwassergekühlte Siedewasserreaktoren. Dies verursachte 2006 ein Problem, als große Mengen Quallen den Einlass verstopften. Die Leistung von zwei Blöcken musste kurzzeitig erheblich reduziert werden.
Die Anlage umfasste zunächst vier Blöcke und danach sollten eigentlich keine weiteren Erweiterungen vorgenommen werden. Der Bau des fünften Blocks ab dem Jahr 2000 führte zur Gründung der lokalen Anti-Atomenergie-Bewegung (engl. Society of Reviewing Hamaoka Nuclear Power Plants), obwohl die Gemeinde erheblich von dem Kraftwerk abhängig ist. Reaktor 5 war im Jahr 2005, dem ersten Jahr im kommerziellen Betrieb, der zweitproduktivste Reaktorblock der Welt und zudem der leistungsstärkste in Asien.
Am 30. Januar 2009 wurden die Reaktorblöcke 1 und 2 stillgelegt, nachdem diese seit 2002 bzw. 2005 nicht mehr im Betrieb waren. Am 5. Mai 2011 – einige Wochen nach der Nuklearkatastrophe von Fukushima – ordnete die japanische Regierung die vorübergehende Stilllegung der Reaktorblöcke 4 und 5 sowie die Nichtinbetriebnahme von Reaktor 3, der zwecks Wartungsarbeiten abgeschaltet war an, bis zusätzliche Vorkehrungen gegen Erdbeben und Tsunamis installiert seien. Das Kernkraftwerk Hamaoka wurde am 14. Mai 2011 komplett abgeschaltet und liegt seitdem mit Stand April 2025 still.
Seit der Nuklearkatastrophe von Fukushima wurde in Japan massiv Strom gespart, um vorsichtshalber – man befürchtete weitere Beben bzw. Nachbeben – möglichst viele Kernreaktoren abschalten zu können. Im August 2011 waren nur noch 18 der 54 kommerziellen japanischen Kernreaktoren in Betrieb, später waren nahezu alle abgeschaltet, Stand April 2025 sind wieder 14 Meiler am Netz. Die bis 2020 amtierende Regierung Abe bemühte sich stets nicht völlig auf Atomstrom zu verzichten.

## Unfälle
- Am 7. November 2001 barst eine Leitung des Notkühlsystems von Block 1. Ursache war eventuell eine Wasserstoffexplosion.[9]
- Am 15. Juni 2006 musste Block 5 wegen verdächtiger Vibrationen in den Turbinen abgeschaltet werden. Eine Inspektion ergab, dass zahlreiche Turbinenschaufeln Beschädigungen aufwiesen. Die Ursache dafür war ein Designfehler. Die Probleme mit den Turbinen verursachten erhebliche Kosten für ihren Hersteller Hitachi, der daher 2007 für das vorangegangene Jahr einen erheblichen Gewinnrückgang melden musste. Die Kosten für die Turbinen werden mit 579 Millionen US-Dollar angegeben.[10]

Im Sommer 2011 gab der Betreiber zu, dass er vier Jahre zuvor von der NISA angewiesen wurde, die öffentliche Diskussion über die Sicherheit von Reaktoren zu manipulieren, die Uran und Plutonium verwenden (siehe MOX-Brennelement). Zudem lägen in den Abklingbecken des Kraftwerks Hamaoka seit 17 Jahren havarierte Brennstäbe, von denen niemand wisse, wie man sie bergen könne.

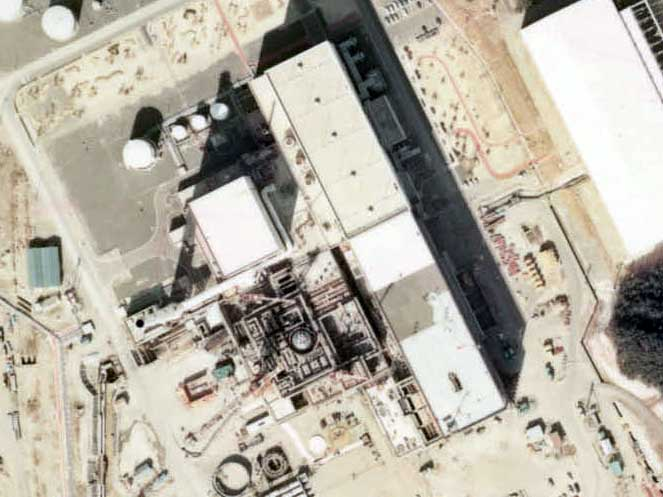
Der Baufortschritt des zweiten Blocks im Jahr 1975 neben dem in Betrieb befindlichen Block 1

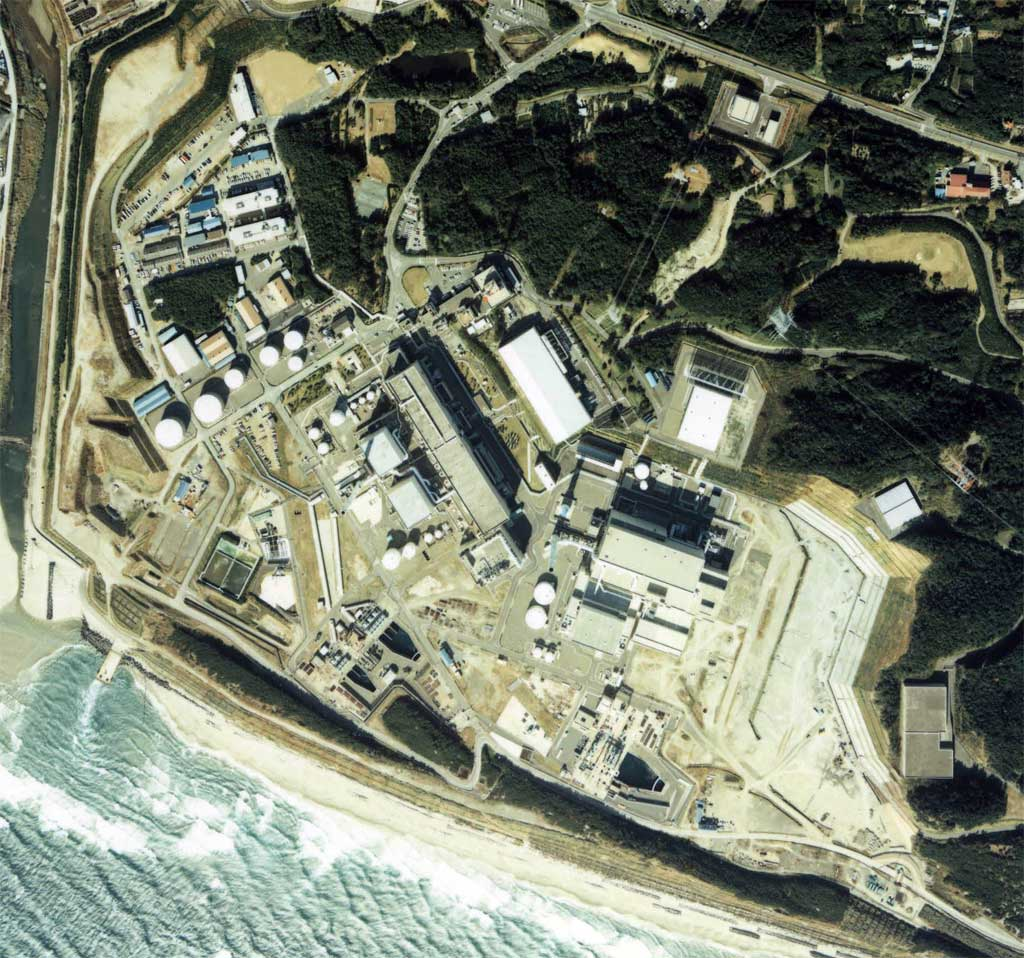
Das Kernkraftwerk Hamaoka 1988, Block 1–3 sind in Betrieb

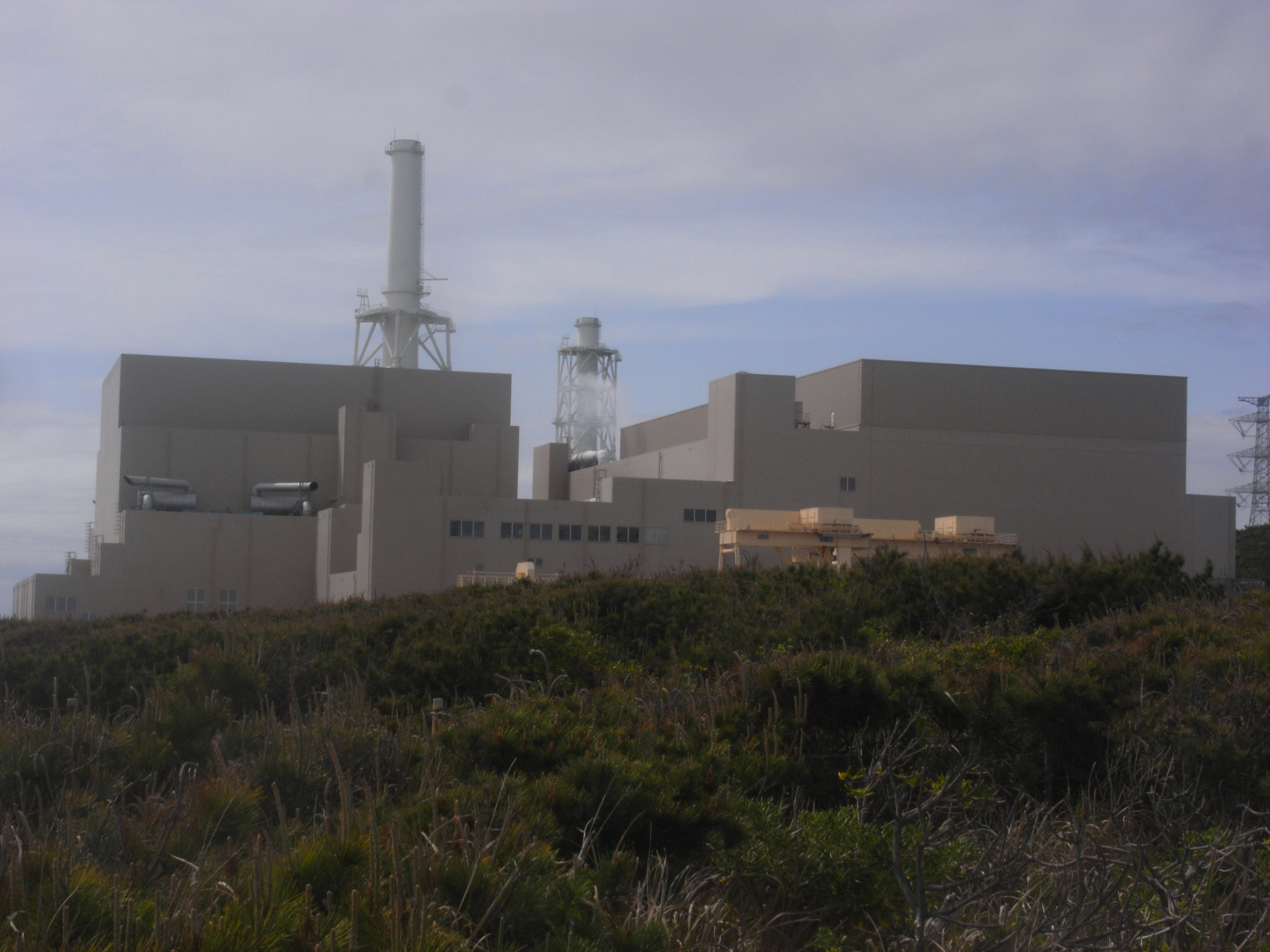
Block 5 (2011)

## Momentaner Status und Zukunft des Kraftwerks
Block 3 steht seit November 2010 still, die Blöcke 4 und 5 seit Mai 2011. Die Zukunft der Anlage ist ungewiss, da sie Stand April 2025 seit rund 14 Jahren stillsteht. Um sie herum wurde seeseitig ein 22 Meter hoher Tsunamischutzwall aus Stahlbeton errichtet, die Kosten der Umrüstungen beliefen sich zwischenzeitlich auf ca. 400 Milliarden Yen (ca. 3,5 Milliarden US-Dollar). Der Betreiber beantragte im Februar 2014 ein Wiederauffahren von Block 4, im Juni 2015 von Block 3. Die Bearbeitung der Anträge kam um 2018 kaum voran, so waren zu einem gewissen Zeitpunkt noch keine Bewertungen der Erdbeben- und Tsunamisicherheit des Kraftwerks vorgenommen worden. Für Block 5 wurde kein Antrag eingereicht. Laut Betreiberangaben drang im Jahr 2011 Salzwasser in den Reaktorblock ein, es liegt keine Einschätzung vor, ob der Block noch reparabel ist oder ob Chūbu Denryoku eine solche Reparatur überhaupt in Erwägung zieht. Dem geplanten Wiederanfahren der Blöcke 3 und 4 wird in der Region aufgrund der Lage der Anlage in einem seismisch hochaktiven Gebiet mit großem Protest begegnet, der frühere Gouverneur der Präfektur hatte angekündigt, dass er innerhalb seiner Amtszeit, die bis 2021 dauerte, keinem Neustart zustimmen werde.

## Daten der Reaktorblöcke
Das Kernkraftwerk Hamaoka hat insgesamt fünf Blöcke:
| Reaktorblock | Reaktortyp & -modell     | Netto- leistung | Brutto- leistung | Baubeginn  | Netzsyn- chronisation | Kommer- zieller Betrieb | Abschal- tung                                                         |
| ------------ | ------------------------ | --------------- | ---------------- | ---------- | --------------------- | ----------------------- | --------------------------------------------------------------------- |
| Hamaoka-1    | Siedewasserreaktor BWR-4 | 515 MW          | 540 MW           | 1971-06-10 | 1974-08-13            | 1976-03-17              | 2009-01-30                                                            |
| Hamaoka-2    | Siedewasserreaktor BWR-4 | 806 MW          | 840 MW           | 1974-06-14 | 1978-05-04            | 1978-11-29              | 2009-01-30                                                            |
| Hamaoka-3    | Siedewasserreaktor BWR-5 | 1056 MW         | 1100 MW          | 1983-04-18 | 1987-01-20            | 1987-08-28              | Seit 11/2010 im Langzeitstillstand                                    |
| Hamaoka-4    | Siedewasserreaktor BWR-5 | 1092 MW         | 1137 MW          | 1989-10-13 | 1993-01-27            | 1993-09-03              | Seit 5/2011 im Langzeitstillstand                                     |
| Hamaoka-5    | Siedewasserreaktor ABWR  | 1325 MW         | 1380 MW          | 2000-07-12 | 2004-04-30            | 2005-01-18              | Seit 5/2011 im Langzeitstillstand, Wiederanfahrantrag liegt nicht vor |